# Iseť
Iseť (rusky Исеть) je řeka ve Sverdlovské, v Kurganské a v Ťumeňské oblasti v Rusku. Je 606 km dlouhá. Povodí má rozlohu 58 900 km².

## Průběh toku
Odtéká z Isetské přehrady severozápadně od Jekatěrinburgu. Na horním toku protéká přes několik rybníků (např. Hornoisetský rybník) a přehrad. Na oddělených úsecích překonává peřeje. Přes Západosibiřskou rovinu protéká v široké dolině. Ústí zleva do Tobolu (povodí Obu) na 437 říčním kilometru.

### Přítoky
- zprava – Miass, Těča, Sinara

## Vodní režim
Zdroj vody je smíšený. Průměrný roční průtok vody ve vzdálenosti 105 km od ústí u vesnice Isetskoje činí 65,4 m³/s. Zamrzá v listopadu a rozmrzá v dubnu.
Průměrné měsíční průtoky řeky ve stanici Isetskoje v letech 1937 až 1999:

## Využití
Pro zvýšení vodnosti a zlepšení zásobování vodou pro Jekatěrinburg byl vybudován přivaděč dlouhý 6 km. Ten odebírá vodu z Volčichinské přehrady na řece Čusovaja (povodí Kamy), překonává rozvodí a přivádí vodu do řeky Rešetka, jež ústí do Hornoisetského rybníka. Vodní doprava je možná od Šadrinsku. Na řece leží města Jekatěrinburg, Kamensk-Uralskij, Katajsk, Dalmatovo a Šadrinsk.